# Marko Mihojević
Marko Mihojević (* 21. April 1996 in Trebinje) ist ein bosnisch-herzegowinischer Fußballspieler. Der Innenverteidiger steht seit September 2020 bei Göztepe Izmir unter Vertrag.

## Karriere

### Verein
Der bosnische Serbe Mihojević wurde in Trebinje in der Republika Srpska, einer mehrheitlich von Serben bewohnten Entität von Bosnien und Herzegowina, geboren und  spielte in seiner Jugend beim FK Leotar Trebinje. In diesem Club seiner Geburtsstadt absolvierte er in den Jahren 2012 und 2013 seine ersten Spiele in der erstklassigen Premijer Liga. Im Jahr 2014 wechselte Mihojević zum FK Sarajevo. Dort spielte er zunächst wieder im Jugendbereich. In der Saison 2014/15 wurde er mit dem FK Sarajevo bosnisch-herzegowinischer Meister, wobei Mihojević in dieser Saison Kurzeinsätze hatte. Im Jahr 2017 schoss er am 27. August gegen den FK Borac Banja Luka und am 23. September gegen  den NK Čelik Zenica seine ersten Tore im Erwachsenenbereich.
Im Januar 2018 wurde Mihojević von PAOK Thessaloniki verpflichtet. Dort kam er im Mai 2018 am letzten Spieltag der Saison 2017/18 ein einziges Mal gegen AO Platanias zum Einsatz. Mit PAOK Thessaloniki wurde Mihojević griechischer Vizemeister. In der Folgesaison wurde Mihojević an den griechischen Ligakonkurrenten OFI Kreta ausgeliehen. Er absolvierte dort 22 Ligaspiele.
Im Sommer 2019 wurde Mihojević an den deutschen Zweitligisten FC Erzgebirge Aue mit einer Kaufoption ausgeliehen. Die Kaufoption wurde nicht eingelöst.

### Nationalmannschaft
In den Jugendmannschaften Bosnien und Herzegowinas absolvierte Mihojević unter anderem Qualifikationsspiele für die U19-Europameisterschaft 2015, die U21-Europameisterschaft 2017 und die U21-Europameisterschaft 2019. In der A-Nationalmannschaft absolvierte er am 29. Januar 2018 im Rahmen eines Freundschaftsspiel gegen die Nationalmannschaft der USA seinen ersten Einsatz.